# کیش‌کوتاش
کیش‌کوتاش (به مجاری:  Kiskutas) یک شهرداری در مجارستان است که در زالا واقع شده‌است. کیش‌کوتاش ۴٫۶۹ کیلومتر مربع مساحت و ۱۹۲ نفر جمعیت دارد.